# Гемиџије
Гемиџије је била група македонских патриота анархиста. Под утицајем нихилистичке руске литературе и усмене пропаганде женевских анархиста, група македонских ђака солунске егзрхијске гимназије, састављена од синова имућнијих велешких трговаца, поверовала је да ће индивидуалним терором и нападима на европска предузећа и установе у Македонији под турском управом натерати европске државе да, ради заштите својег уложеног капитала, Македонији дају аутономију.
Најпознатији идеолози и вође ове групе били су Јордан Поп Јорданов - Орцето, Димитар Мечев, Костантин Кирков, Павел Шатев и др.
Крајем априла 1903. извршили су диверзију на француски пароброд „Гвадалкивир“ (Guadalquivir), који је био усидрен у солунском пристаништу и дигли га у ваздух, затим су подметнули динамит испод Отоманске банке и прекинули електричну мрежу у граду. У овим акцијама неки од гемиџија су извршили самоубиство, а други су били ухапшени и протерани у Малу Азију. Овим актима група се распала. Павел Шарев, један од преживелих оставио је богату мемоарску грађу о гемиџијама.